# Харальд Клак
Харальд Клак (Харальд Хальфданссон; дат. Harald „Klak“ Halfdansson; около 785—852?) — сокороль Ютландии в 812—814 и в 819—827 годах.

826 год. Бременский епископ Ансгар проводит службу с участием Харальда (в центре с мечом) и местных крестьян на принадлежащей Харальду Клаку ферме

## Биография
По свидетельству средневековых исторических источников, Харальд Клак — родственник убитого в 810 году короля Гудфреда, брат Ануло, предположительно, сын Хальфдана и племянник короля Харальда Боезуба. Таким образом, он был членом знатного датского рода Скьёльдунгов. Носил прозвище «Клак», то есть «Ворон».
После гибели в 812 году короля Хемминга Харальд Клак принял активное участие в разразившейся в Ютландии войне за престол, и вместе со своим братом Регинфридом захватил власть над южными землями Дании. Однако уже в 814 году братья потерпели поражение от вторгнувшегося в Ютландию войска шведских викингов, которыми предводительствовали сыновья Гудфреда, поддерживавшие их соперника Хорика I. Только в 819 году Харальду Клаку снова удалось занять трон Ютландии.
Ища союзников, Харальд Клак в 823 году обратился за поддержкой к правителю Каролингской империи Людовику I Благочестивому. Для укрепления союза с наиболее могущественным на тот момент правителем Западной Европы, Харальд в 826 году решил принять христианство. В октябре того же года в Майнце, в присутствии всего императорского двора, Харальд Клак был крещён вместе с женой, сыном Годфридом, племянником или братом и многими другими сопровождавшими его лицами. Крёстным отцом новообращённого Харальда стал сам император Людовик.
Однако, несмотря на принятие христианства, Харальд Клак так и не получил от правителя франков действенной помощи: Людовик I Благочестивый не стал отправлять войско в Данию, чтобы оказать помощь своему крестнику против его врагов, а ограничился передачей тому власти над Рюстрингеном и земельными владениями во Фрисландии. В том же году Харальд возвратился в Данию, возможно, сопровождаемый Ансгаром и большой группой монахов-бенедиктинцев, которым император поручил провести христианизацию скандинавов.
Вскоре после возвращения в Ютландию Харальд Клак был обвинён Хориком в измене вере своих предков. В результате Харальд утратил ютландский престол и вместе со всей своей семьёй был изгнан из Дании. После его свержения была прервана и миссионерская миссия Ансгара, так как дальнейшее нахождение монахов в языческой стране без поддержки авторитета Харальда было невозможно. Вслед за отъездом Ансгара в Ютландии начались погромы всех христианских общин и школ. Сам же Харальд Клак бежал в земли франков и обосновался в своих владениях во Фрисландии, дав императору клятву защищать северное побережье Франкского государства от набегов данов и свеев. Всю оставшуюся часть жизни Харальд Клак ревностно выполнял данное императору обещание. В том числе, при нём во Фрисландии была выстроена линия земляных валов и укреплений для защиты провинции.
Точная дата смерти Харальда Клака неизвестна: по одним данным, он умер уже в начале 840-х годов, по другим — в 852 году был убит франкскими графами по подозрению в измене.